# COVID-19-vaccinatiebeleid in België

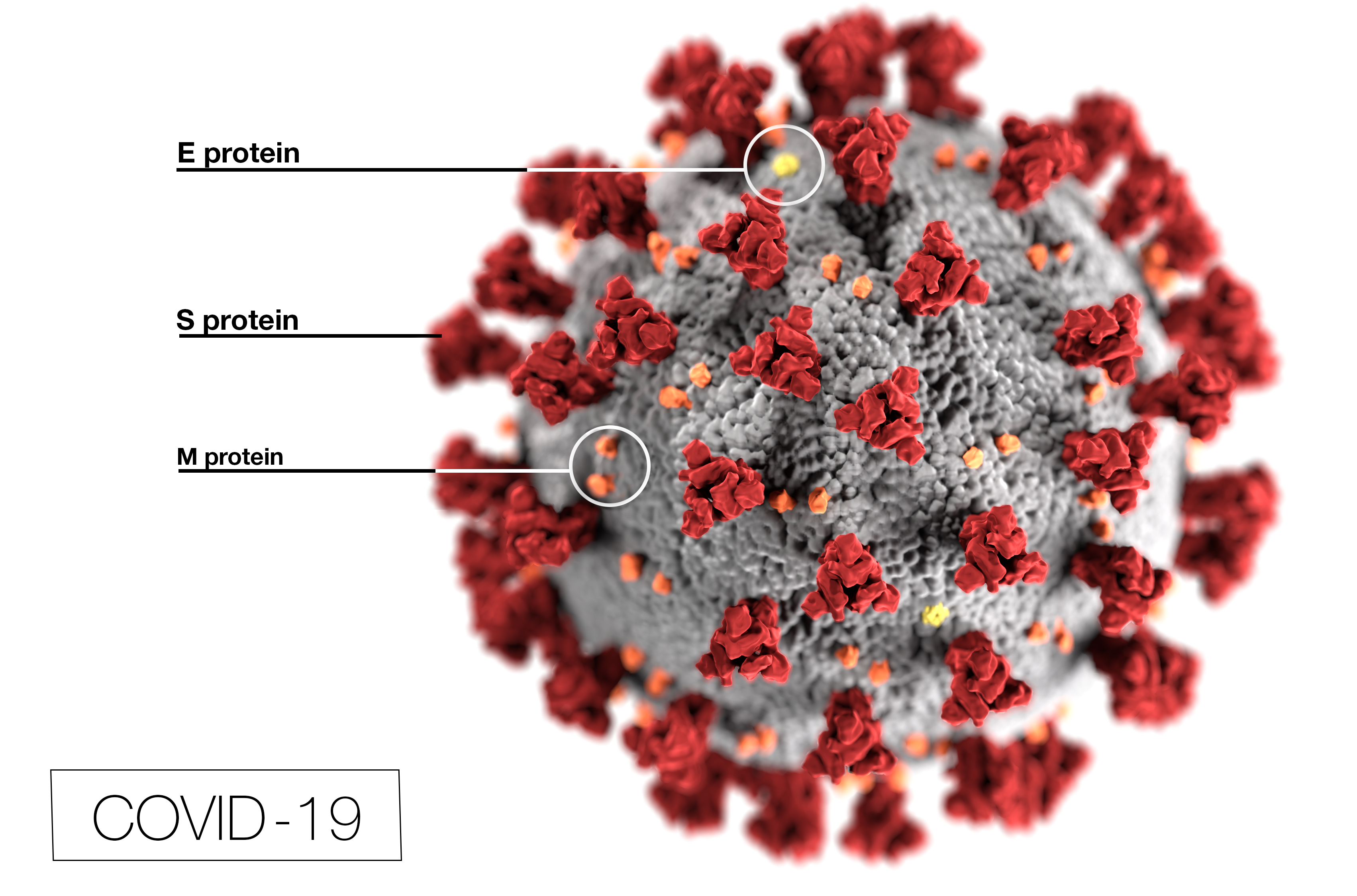
3D-model van het virus

Bevestigde besmettingen per 100.000 inwoners per provincie (Peildatum 15 juni 2020)

Het COVID-19-vaccinatiebeleid in België is een geheel van maatregelen (zie ook Maatregelen tijdens de coronacrisis in België) die op 16 november 2020 en later bekend werden gemaakt door de overheid in België om de coronacrisis in België te bestrijden.

## Maatregelen
Het COVID-19-vaccin zal gratis ter beschikking worden gesteld, zonder verplichting van vaccinatie, maar met de intentie om minstens 70% van de Belgische bevolking te vaccineren. Federaal vicepremier en federaal minister van Sociale Zaken en Volksgezondheid Frank Vandenbroucke noemde dit 'belangrijk voor onze gezondheid, ons sociaal leven en voor de economie.' Hiervoor dienen er ten minste 8 miljoen Belgen te worden ingeënt.
Op basis van wetenschappelijke adviezen en een maatschappelijk debat zal worden bepaald wie voorrang krijgt. Frank Vandenbroucke stelde hierbij: 'Het lijkt evident dat je voorrang geeft aan wie werkt in ziekenhuizen en woonzorgcentra. Ook oudere mensen hebben - zoals bij het griepvaccin - voorrang.'
België tekende in op drie contracten die de Europese Commissie in naam van de lidstaten onderhandelde met de bedrijven voor de aankoop van de COVID-19-vaccins. Half november 2020 was de situatie zo dat er nog geen vaccin was goedgekeurd door het Europees Geneesmiddelenbureau (EMA). Deze goedkeuring wordt ten vroegste begin 2021 verwacht.
Zij die ermee instemmen om gevaccineerd te worden, krijgen van de overheid in de beginfase van de vaccinatiecampagne geen keuze welk vaccin wordt toegediend.

## Taskforce
Een taskforce "operationalisering COVID-19-vaccinatiestrategie" wordt opgericht die de vaccinatiestrategie zal bepalen, de acties zal toewijzen en ondersteunen. 
Deze taskforce zal bestaan uit wetenschappers, vertegenwoordigers van federale en deelstatelijke overheidsdiensten, crisismanagers, en vertegenwoordigers van beroepsorganisaties en technische werkgroepen. Ze staat onder leiding van professor Dirk Ramaekers, de medisch directeur van het Limburgse Jessa Ziekenhuis.

## Verloop
Op 2 december deelde eerste minister De Croo mee dat België op 5 januari 2021 zal starten met de vaccinatie. Vlaams minister van Volksgezondheid Wouter Beke (CD&V) voorziet de vaccinatie van vier miljoen Belgen tegen de zomer van 2021. Twee miljoen vaccins werden aangekocht bij de Amerikaanse producent Moderna. Ook met AstraZeneca, Janssen Pharmaceutica, Pfizer-BioNTech, en CureVac werden, via de Europese Commissie, overeenkomsten afgesloten voor de levering van vaccins.
Op 4 december 2020 werd bekend dat Pfizer dit jaar 50 miljoen in plaats van de beloofde 100 miljoen doses van zijn vaccin Tozinameran zal kunnen produceren. Dit gebeurt onder meer in Puurs. Dat is goed voor de vaccinatie van 25 miljoen mensen, omdat het Pfizer-BioNtech-vaccin, net zoals de andere twee vaccins, twee doses vereist. Voor de voorziene vaccinatie in België zou dit geen gevolgen hebben.
Eind februari 2021 werden drie vaccins gebruikt: Comirnaty van Pfizer/BioNTech, het COVID-19 Vaccine Moderna en het COVID-19 Vaccine AstraZeneca. Het vaccinatieschema voor alle drie vaccins bestaat uit twee dosissen, toegediend met een aanbevolen interval van 21 dagen (Comirnaty), 28 dagen (COVID-19 Vaccine Moderna) of 12 weken (COVID-19 Vaccine AstraZeneca).

### Prioriteiten
Op 3 december 2020 werd beslist dat het vaccineren wordt opgedeeld in fases:

#### Fase 1a
- Doelgroep: bewoners en personeel van woonzorgcentra, collectieve zorginstellingen, zorgprofessionals in ziekenhuizen en in eerste lijn (mensen die een hoog risico lopen door nauw contact met covidpatiënten, andere zorgmedewerkers die een lager risico op besmetting lopen, via een erg beperkte hoeveelheid vaccins beschikbaar die op -75° C bewaard moet worden).
- Vaccinatie in de woonzorgcentra, ziekenhuis, zorginstelling.
- Vaccinopslag: centrale opslag van geneesmiddelenagentschap (FAGG) of producent.

#### Fase 1b
- Deze fase gaat in zodra een groter aantal vaccins beschikbaar is die een minder complexe opslag vragen.
- Doelgroep: 65-plussers, risicopatiënten tussen 45 en 65 jaar (wie risicopatiënt is, wordt nog verder bepaald), mensen met essentiële maatschappelijke en/of economische functies (wordt nog verder bepaald).
- Vaccinatie in de triage- en vaccinatiecentra van eerste lijn en lokaal bestuur, grootschalige vaccinatiecentra.
- Vaccinopslag: centrale opslag, specifieke en aangepaste logistiek uit bijvoorbeeld een lokaal depot of een ziekenhuis.

#### Fase 2
- Van zodra er een ruime voorraad aan vaccins met een eenvoudige opslag beschikbaar is.
- Doelgroep: andere risicopatiënten, volwassen bevolking.
- Vaccinatie in dezelfde locaties als in 1a en 1b en op nog andere te ontwikkelen kanalen met eerste lijn, bedrijven, scholen ...
- Vaccinopslag: meer decentrale opslag en distributie.

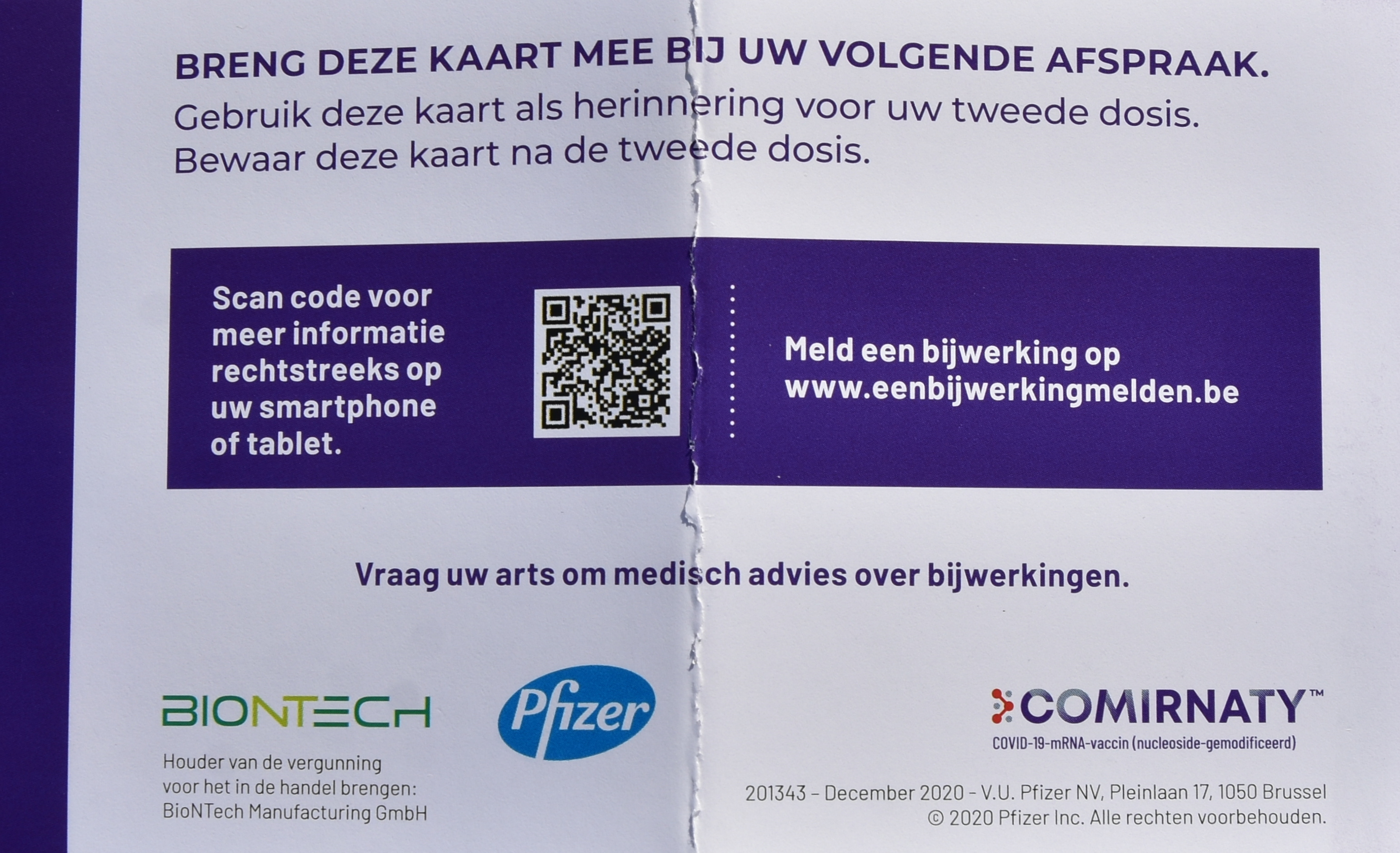
COVID-19-vaccinatiekaart, verstrekt in Vlaanderen (recto)

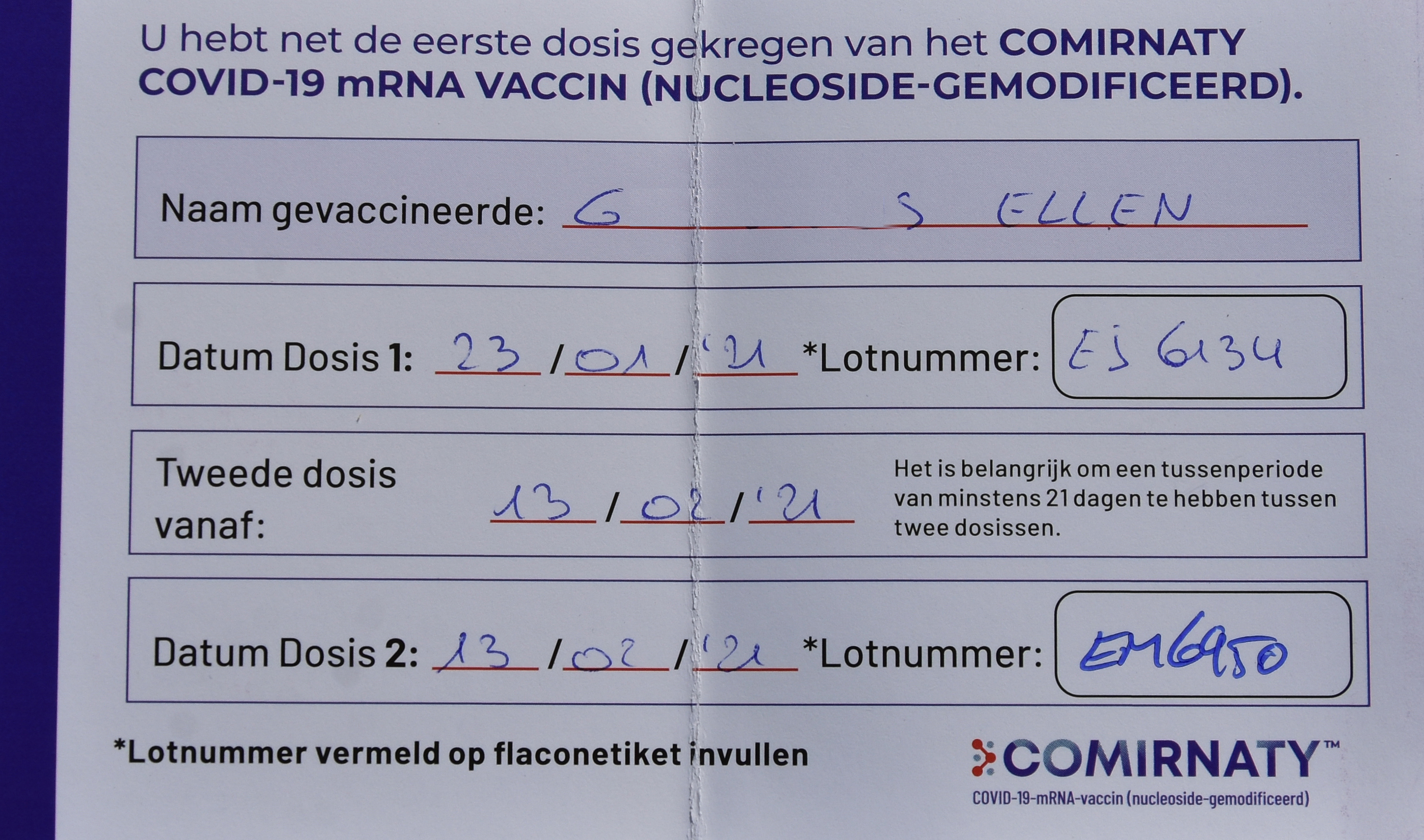
COVID-19-vaccinatiekaart, verstrekt in Vlaanderen (verso)

### Eerste vaccinaties
Jos Hermans (96) in woonzorgcentrum in Puurs, kreeg als eerste Vlaming op 28 december 2020 het coronavaccin van Pfizer ingeënt. In Wallonië was de primeur voor de 102-jarige Josepha Delmotte. De taskforce gaf eind december groen licht om de vaccinatie op 28 december 2020 symbolisch op te starten door de eerste personen in drie geselecteerde woonzorgcentra in de drie gewesten in te enten. De echte vaccinatiestrategie (fase 1a) start op 5 januari.
Men hoopt tegen eind februari rond te zijn met de operationalisering van de vaccinatiestrategie in de woonzorgcentra. Vanaf maart is dan het ziekenhuispersoneel en het personeel van de eerstelijnszorg aan de beurt, samen met de gehandicaptentehuizen.
Fase 1b omvat de inenting van risicopatiënten zoals chronisch zieken en 65-plussers. Dat zou in mei gebeuren, afhankelijk van de beschikbaarheid van vaccins.
Op 8 januari 2021 deelde minister van Volksgezondheid Frank Vandenbroucke (sp.a) en experts van de bevoegde taskforce in de Kamer mee dat de vaccinatiestrategie zou worden versneld. Vanaf eind januari kwam het zorgpersoneel aan de beurt, vanaf maart de 65-plussers en de risicopatiënten. De rest van de bevolking werd vanaf juni ingeënt. Het aantal vaccinatiecentra werd opgetrokken tot 200. Men wou de hele campagne rond hebben in september.

### Verder verloop
Halfweg oktober 2021 was bijna 74% van de bevolking volledig gevaccineerd. De vaccinatiegraad is het hoogst in Vlaanderen (circa 80%), dan Wallonië (69%, Duitstalig gebied niet meegerekend) en dan het Brussels gewest (54%). Vanwege de tegenvallende vaccinatiegraad in Brussel, werd daar gekozen om de vaccinaties dichter bij de mensen te brengen. Mensen konden er zonder afspraak bij ziekenhuizen terecht en bij enkele drukbezochte winkels werd gevaccineerd. Bij de winkels kregen de mensen Johnson & Johnson, omdat daarmee één prik volstaat. Eind september werd die actie stopgezet.

### Controles
Minister van Binnenlandse Zaken Annelies Verlinden meldde op 29 december 2020 dat de federale politie het daaropvolgend weekend extra controles uit zou voeren op de verplichtingen voor terugkerende reizigers. Die zullen gebeuren in de luchthavens en de internationale treinstations en op de wegen.

### Derde prik
In augustus 2021 werd besloten om een boostervaccin te geven aan 300.000 à 400.000 mensen met een verzwakt immuunsysteem. Een maand later besliste de regering om iedere 65+'er uit te nodigen voor een zogenoemde derde prik. Er werd gekozen voor de twee mRNA-vaccins, van Moderna en Pfizer, ongeacht de voorgaande vaccinatie. Dit riep meteen vragen op over de praktische omstandigheden, omdat de vaccinatiecentra niet voorzien waren om langer open te blijven. Er kwamen eveneens ethische vragen, omdat een groot deel van de wereldbevolking nog geen eerste vaccin had gekregen, maar België wel al een relatief hoge vaccinatiegraad had.

### Vierde prik
Vanaf 12 september 2022 werd de zogenaamde herfstbooster toegediend. Personen boven 65 jaar en wie in de zorg werkt werden eerst uitgenodigd, later iedereen boven 18 jaar die reeds de basisvaccinatie kregen. Deze booster werd vooral voor kwetsbaren en zorgmedewerkers aanbevolen en bood bescherming tegen de nieuwste varianten. Eind december was 42 percent van de Vlamingen hiermee gevaccineerd. De vaccinatiegraad lag het hoogst bij 65+'ers.

## Vaccinatiecentra in België
Begin december 2020 nam de Interministeriële Conferentie Volksgezondheid beslissingen in verband met de te volgen strategie. De Universiteit Antwerpen raadde de vaccinatie via huisartsen af, vanwege logistieke problemen daarrond.
De studie van transporteconomen Wouter Dewulf en Roel Gevaers stelt prioritaire inenting voor in hun eigen omgeving voor het ziekenhuispersoneel, het zorgpersoneel en de inwoners van de woonzorgcentra. Ze pleiten voor het inzetten van vliegende brigades die het vaccin ter plaatse gaan inenten.
Finaal wordt de volgorde van de prioritaire groepen door de regering bepaald gezien België de vaccins in fases zal ontvangen. Roel Van Giel, voorzitter van de huisartsenvereniging Domus Medica, sloot zich hierbij aan: "Er is altijd een verschil tussen de gezondheidsbelangen en het economische belang. Finaal is dat een politieke beslissing."
De aanpak via één centraal inentingscentrum voor alle Belgen of een heel decentrale aanpak via de apothekers en de huisartsenpraktijken werd door Van Giel afgewezen. De redenering is hierbij dat mensen afhaken wegens de grote verplaatsing en de logistieke problemen die ontstaan als de vaccinatie via huisartsen zou gebeuren. Daarnaast is er nog het probleem van de bewaring van het vaccin en hun specifieke bewaartemperatuur en de administratieve rompslomp hierrond.
De bulk van vaccinaties centraliseren via veertig tot zeventig vaccinatiecentra werd door de voorzitter van de huisartsenvereniging wel weerhouden als dit onder coördinatie van de huisartsen gebeurt. Op 8 januari 2021 deelde minister van Volksgezondheid Frank Vandenbroucke (sp.a) en experts van de bevoegde taskforce in de Kamer mee dat het aantal vaccinatiecentra wordt opgetrokken tot 200. Men wil de hele campagne rond hebben in september 2021. In Vlaanderen voorziet men 94 vaccinatiecentra waar men vanaf 1 maart mensen vaccineert die ouder zijn dan 65.

### Eerste vaccinatiecentrum

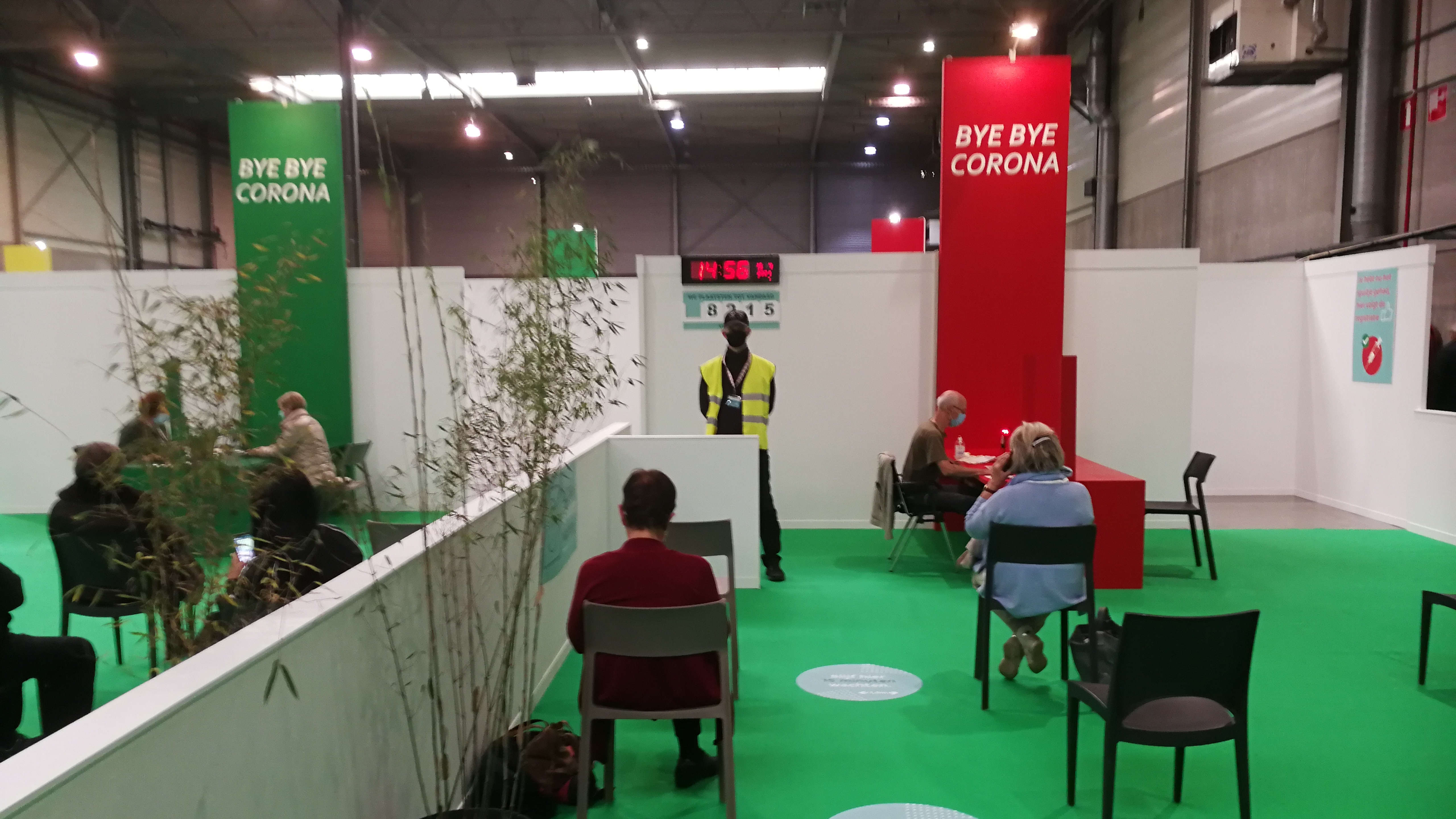
Vaccinatiecentrum in Maasmechelen

Het Militair Hospitaal Koningin Astrid van het Belgisch leger te Neder-over-Heembeek zal worden omgevormd tot vaccinatiecentrum. Men verwacht 1000 mensen per dag te kunnen inenten. Defensie stelt verder tien mobiele vaccinatieploegen ter beschikking.

### Vlaanderen
In de loop van januari 2021 kwamen de Vlaamse gemeenten en de Vlaamse overheid een honderdtal centra overeen, waaronder:
- In Antwerpen: nieuw gebouwd centrum op Park Spoor Oost in gebruik tot midden november 2021, later werden kleinere vaccinatiecentra opgericht in Kinepolis Antwerpen en in Antwerp Expo.[19]
- In Gent: Flanders Expo
- In Mechelen: de Nekkerhal[20]
- In Beringen: het centrum in de oude elektriciteitscentrale op be-MINE ging als eerste in Vlaanderen van start[21]

De kostprijs per stad van de inrichting van een vaccinatiecentrum verschilt sterk; bij sommige besturen zijn er geen grote meerkosten (zoals waar de stad eigenaar is van de locatie) terwijl anderen tot in de miljoenen aan bijvoorbeeld huurkosten verwachten.

#### Sluiting Vlaamse vaccinatiecentra
Op 29 december 2022 werden in Peer de laatste vaccins toegediend in een Vlaams vaccinatiecentrum. De vaccinatiecentra sluiten op 31 december 2022. Vanaf 1 januari 2023 worden vaccins tegen COVID-19 toegediend onder andere door huisartsen of sommige apothekers.

## Vaccinatie en de Belgen
Volgens een bevraging van 830 Belgische huisartsen bleek in november 2020 dat 37 procent niet de bedoeling had om zichzelf te vaccineren. Een derde van hen zal zijn patiënten niet aanraden of zelfs afraden om zich te laten vaccineren. Tijdens de vaccinatiecampagne bleek 40 procent van het personeel in de Brusselse woon-zorgcentra zich niet te willen laten inenten, in Wallonië een kwart. In Vlaanderen weigert zes procent het vaccin. Men vermoedt dat de lagere bereidwilligheid langs Franstalige kant komt door de antivaccinatiebeweging en de invloed van Frankrijk, waar de vaccinatiecultuur niet groot is.
In het voorjaar van 2021 was er veel kritiek op het vaccinatiebeleid in België, vooral de snelheid waarmee de vaccinaties worden gezet en de voorrang die gegeven wordt op onduidelijke gronden roepen vragen op.

## Statistieken
De vaccinaties kwamen in het eerste kwartaal van 2021 eerder traag op gang, maar het ritme versnelde aanzienlijk in het 2e kwartaal.
|             | 1e dosis | 2e dosis | unieke dosis |
| ----------- | -------- | -------- | ------------ |
| 1e kwartaal | 1419511  | 560035   | 1158         |
| 2e kwartaal | 5528619  | 3234765  | 262113       |
| totaal      | 6948130  | 3794800  | 263271       |